# PPP1R7
PPP1R7 (англ. Protein phosphatase 1 regulatory subunit 7) – білок, який кодується однойменним геном, розташованим у людей на короткому плечі 2-ї хромосоми.  Довжина поліпептидного ланцюга білка становить 360 амінокислот, а молекулярна маса — 41 564.
| 10         |  | 20         |  | 30         |  | 40         |  | 50         |
| ---------- |  | ---------- |  | ---------- |  | ---------- |  | ---------- |
| MAAERGAGQQ |  | QSQEMMEVDR |  | RVESEESGDE |  | EGKKHSSGIV |  | ADLSEQSLKD |
| GEERGEEDPE |  | EEHELPVDME |  | TINLDRDAED |  | VDLNHYRIGK |  | IEGFEVLKKV |
| KTLCLRQNLI |  | KCIENLEELQ |  | SLRELDLYDN |  | QIKKIENLEA |  | LTELEILDIS |
| FNLLRNIEGV |  | DKLTRLKKLF |  | LVNNKISKIE |  | NLSNLHQLQM |  | LELGSNRIRA |
| IENIDTLTNL |  | ESLFLGKNKI |  | TKLQNLDALT |  | NLTVLSMQSN |  | RLTKIEGLQN |
| LVNLRELYLS |  | HNGIEVIEGL |  | ENNNKLTMLD |  | IASNRIKKIE |  | NISHLTELQE |
| FWMNDNLLES |  | WSDLDELKGA |  | RSLETVYLER |  | NPLQKDPQYR |  | RKVMLALPSV |
| RQIDATFVRF |  |            |  |            |  |            |  |            |

A: Аланін

C: Цистеїн

D: Аспарагінова кислота

E: Глутамінова кислота

F: Фенілаланін

G: Гліцин

H: Гістидин

I: Ізолейцин

K: Лізин

L: Лейцин

M: Метіонін

N: Аспарагін

P: Пролін

Q: Глутамін

R: Аргінін

S: Серин

T: Треонін

V: Валін

W: Триптофан

Кодований геном білок за функцією належить до фосфопротеїнів. 
Задіяний у таких біологічних процесах як ацетиляція, альтернативний сплайсинг. 
Локалізований у ядрі.